# Rubén Pantoja Calvo
Rubén Pantoja Calvo (Cusco, 20 de diciembre de 1956) es un coronel retirado de la PNP, abogado y político peruano. Fue congresista de la República durante el periodo parlamentario 2020-2021.

## Biografía
Rubén nació el 20 de diciembre de 1956, en la ciudad peruana de Cusco.
Realizó su formación primaria y secundaria en su ciudad natal. Desde el 2000 hasta el 2019 formó parte de la Policía Nacional del Perú quedando con el rango de Coronel en retiro. Paralelamente siguió estudios de derecho en la Universidad Andina del Cusco. 

## Vida política
Participó en las elecciones parlamentarias del 2020 y fue elegido congresista por el departamento del Cusco, por el partido Unión por el Perú.

### Congresista
A dos días de su juramentación como congresista, el 19 de marzo de 2020 durante la cuarentena dispuesta en el Perú por la pandemia de coronavirus, se hizo de conocimiento que Pantoja, 11 de sus familiares directos y los también congresistas por el departamento de Cusco Matilde Fernández Flores y Juan de Dios Huamán Champi utilizaron indebidamente un vuelo humanitario que había sido solicitado los congresistas del departamento del Cusco para el traslado exclusivo de personas en estado de necesidad y bajos recursos y que fue realizado a cargo del presupuesto del estado peruano. Posteriormente se hizo de conocimiento que este vuelo humanitario no había sido coordinado con las autoridades del departamento del Cusco y no cumplió con los controles de despistaje de infecciones establecidos. Ante esta situación, el partido Unión por el Perú informó que evalúa la separación de la bancada de dicho congresista y Antauro Humala, líder del Movimiento Etnocacerista que se alió electoralmente con dicho partido, solicitó que se expulse al congresista y que se le denuncie ante la Comisión de Ética por haber hecho abuso de su cargo. El Presidente del Congreso del Perú Manuel Merino también señaló que este hecho debería ser evaluado por la Comisión de Ética del Congreso.
Pantoja se mostró a favor de la vacancia del presidente Martín Vizcarra durante los dos procesos que se dieron para ello, el segundo de los cuales terminó sacando al expresidente del poder. El congresista apoyó la moción siendo uno de los 105 parlamentarios que votó a favor de la vacancia del presidente Martín Vizcarra.